# Diabolus in Musica (gruppo musicale)
Diabolus in Musica è un ensemble francese di musica antica.

## Il gruppo
Fondato nel 1992 da Antoine Guerber, esso è specializzato nell'esecuzione di musica medioevale, dal canto gregoriano alla polifonia del XV secolo. Il suo repertorio preferito è costituito dalla musica di compositori francesi del XII e XIII secolo.

## Componenti
Oltre al direttore, Antoine Guerber (tenore e strumentista di arpa, di quinterna o tamburi, secondo le occasioni), il gruppo è costituito dai seguenti musicisti:
Cantanti:
- Frédéric Bétous (controtenore)
- Raphaël Boulay (tenore)
- Geoffroy Buffière (basso)
- Philippe Froeliger (tenore)
- Olivier Germond (tenore)
- Christophe Grapperon (basso)
- Aïno Lund-Lavoipierre (soprano)
- Olivier Marcaud (tenore)
- Estelle Nadau (soprano)
- Hugues Primard (tenore)
- Jean-Paul Rigaud (baritono)
- Philippe Roche (basso)
- Andrés Rojas-Urrego (controtenore)
- Emmanuel Vistorky (baritono)

Strumentisti:
- Julien Ferrando (claviciterio)
- Evelyne Moser (viella)
- Domitille Vigneron (viella)

## Discografia
- 1992 - Musique en Aquitaine. Musique en Aquitaine au temps d'Aliénor. XIIe siècles (Plein Jeu, DMP 9105 C)
- 1994 - La Chambre des Dames. Chansons et polyphonies de trouvères. XIIe & XIIIe siècles (Studio, SM D2604)
- 1997 - Manuscrit de Tours. Chants de fête du XIIIe siècle (Studio, SM D2672)
- 1998 - Vox Sonora. Conduits de l'Ecole de Notre-Dame (Studio, SM D2673)
- 1999 - La chanson de Guillaume. Lai, chansons guerrières et politiques 1188-1250 (Studio, SM D2756)
- 1999 - Missa Magna. Messe à la chapelle papale d'Avignon, XIVe siècle (Studio SM D2819)
- 2000 - Rosarius. Chants religieux en langue d'oïl (XIIIe et XIVe siècles) (Studio, SM D2886)
- 2002 - Honi soit qui mal y pense!. Polyphonies des chapelles royales anglaises (1328-1410). (Alpha, 022)
- 2003 - Carmina Gallica. Chansons latines du XIIe siècle (Alpha, 037)
- 2004 - Guillaume Dufay, Missa Se la face ay pale. (Alpha, 051)
- 2005 - La Douce Acordance. Chansons de trouvères des XIIe et XIIIe siècles (Alpha, 085)
- 2006 - Paris expers Paris. Ecole de Notre-Dame, 1170-1240 (Alpha, 102)
- 2007 - Dufay: Mille Bonjours!. Souffrances & Deuils, Louanges du Prince, L'amoureux transi, Joies & Fêtes (Alpha, 116)
- 2010 - Rose tres bele. Chansons & polyphonies des Dames trouvères (Alpha, 156)